# سندريلا
سندريلا (بالإيطالية: Cenerentola)‏ (بالفرنسية: Cendrillon)‏ (بالألمانية: Aschenputtel) (بالمجرية: Hamupipőke)، وتعني (الحذاء الزجاجية الصغيرة) وهي من أشهر الحكايات الشعبية. تبرز الحكاية عناصر الظلم والإجحاف وبالمقابل تُظهر مكافأة المظلوم المنتصر وأن الظلم مهما قويت شوكته حتمًا سينهار. عرفت حكاية سندريلا حول العالم بصور مختلفة. تدور أحداث القصة حول فتاة تدعى سندريلا تعيش في ظروف صعبة تنقلب حياتها فجأة إلى حياة منعمة. تعني كلمة سندريلا بالمجاز الشخص الذي يحقق نصراً وإنجازاً بعد معاناة بصورة غير متوقعة. وكما تعني سندريلا 'فتاة الرماد' وصفاً للرماد الذي كان عالقاً بثيابها الرثة أثناء عملها. لاقت حكاية سندريلا في أرجاء العالم القبول والانتشار.
قصة رودوبيس، التي رواها الجغرافي اليوناني سترابو في وقت ما بين عامي 7 قبل الميلاد و23 بعد الميلاد، عن أمة يونانية تزوجت ملك مصر، عادة ما يشار إليها باعتبارها أقدم نسخة معروفة من قصة سندريلا. قصة Ye Xian الصينية، التي ورد ذكرها لأول مرة في حوالي 860 م، هي نسخة أخرى قديمة للقصة. تم نشر أول نسخة أوروبية أدبية للقصة في إيطاليا على يد جيامباتيستا باسيل في كتابه حكاية الحكايات في عام 1634؛ وتم نشر النسخة المعروفة الآن على نطاق واسع في العالم الناطق باللغة الإنجليزية باللغة الفرنسية بواسطة شارل بيرو في عام 1697. تم نشر نسخة أخرى في وقت لاحق من قبل الأخوين غريم في مجموعتهم القصصية الشعبية حكايا خرافية من ألمانيا في عام 1812.

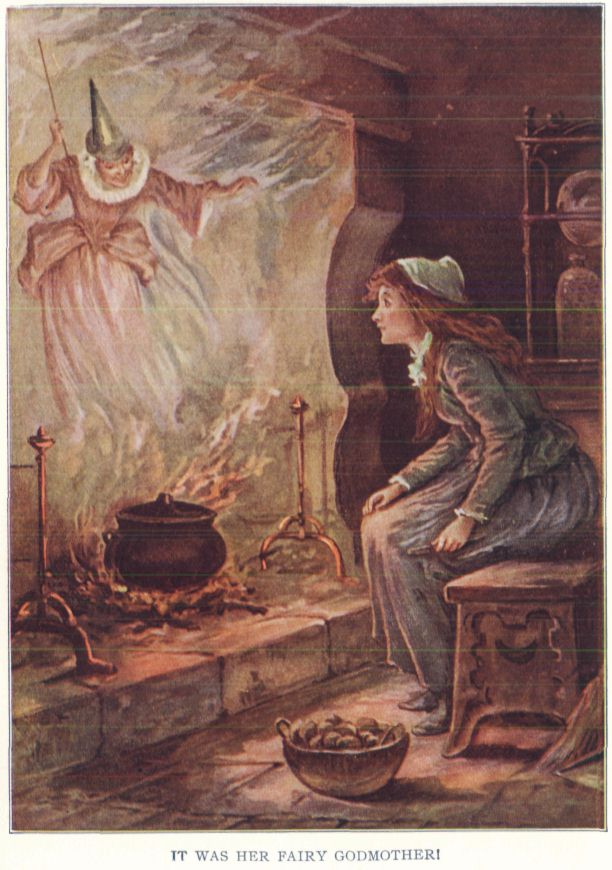
الساحرة ورودوبس

## قصتها
كانت تعيش سندريلا مع والديها إلى حين توفت أمها، بعدها عاشت مع والدها الذي كان يحبها كثيراً وكان يتمنى تحقيق كل أمنياتها، وكان يعتقد انه إذا كان لسندريلا أم ستكون بحالة أفضل فتزوج بامرأة كان لها ابنتان. في البداية، كانت تعامل سندريلا بلطف ولكن بعد أن توفي الأب ظهرت زوجة الأب على حقيقتها القاسية حيث بدأت تعاملها كأنها خادمة. سندريلا المسكينة لم يتبقَ لها أحد إلا بعض العصافير والفئران الذين أصبحوا أصدقاءها فيساعدونها بأعمال البيت والتنظيف.
في يوم من الأيام اصدر الملك قراراً يخول كل فتاة من فتيات المدينة بأن تكون زوجة لابنه الأمير. وسيختار الأمير فتاة واحدة محظوظة خلال حفل راقص. وبما أن سندريلا مشمولة بالقرار، طلبت من زوجة أبيها الذهاب معها إلى الحفلة فتوافق الزوجة ولكن بشرط تنظيف البيت وإيجاد ثياب جميلة للحفلة فتقوم سندريلا بالتنظيف ويقوم أصدقاءها الفئران والطيور بتجهيز فستان. وعند انتهاء سندريلا من التنظيف كان الفستان جاهزاً وجميلاً فذهبت إلى زوجة أبيها للانطلاق إلى الحفلة ولكن بنات زوجة أبيها الحسودات مزقن فستانها وذهبن إلى الحفلة دون أخذ سندريلا. بعد ذهابهن ظهرت أمام سندريلا الساحرة الطيبة التي أعطت سندريلا فستاناً أنيقاً جديداً وعربة جميلة ولكنها حذرت سندريلا بأن السحر سيزول في منتصف الليل، فشكرت سندريلا الساحرة وانصرفت إلى الحفلة. دهش الأمير من جمالها وطلب منها الرقص فنسيت سندريلا كل حياتها التعيسة ونسيت تحذير الساحرة عند منتصف الليل تذكرت سندريلا التحذير فخرجت مسرعة بدون توديع الأمير ولم تقل له اسمها ولم يبقى للأمير سوى الحذاء. وفي الصباح الباكر استدعى نائبه وسائقة ليبحثوا عن صاحبة الحذاء بين فتيات المدينة وعندما وصلوا إلى بيت سندريلا حاولت زوجة الأب أن لا يرى الأمير سندريلا لكن بفضل أصدقاء سندريلا الأوفياء تم لقاءها وعاشت سندريلا والأمير حياة سعيدة.

## المغزى
قصة سندريلا تحاول أن تجسد الأمل بالمستقبل وانتظار الحسنى بعد العذاب والأمل بحياة أفضل. وهذه الفتاة آمنت بأن تتزوج بالامير وتعيش في قصر جميل منذ صغرها. إلى أن وصلت إلى مرادها وتحققت كل امنياتها بعد صبرها الطويل وعملها الشاق.